# Pleurothyrium intermedium
Pleurothyrium intermedium är en lagerväxtart som först beskrevs av Carl Christian Mez, och fick sitt nu gällande namn av J.G. Rohwer. Pleurothyrium intermedium ingår i släktet Pleurothyrium och familjen lagerväxter. Inga underarter finns listade i Catalogue of Life.